# Fiskeskjærsdyssen
Der Fiskeskjærsdyssen war eine megalithische Grabanlage der jungsteinzeitlichen Nordgruppe der Trichterbecherkultur im Kirchspiel Ølstykke in der dänischen Kommune Egedal. Er wurde im 19. Jahrhundert zerstört.

## Lage
Das Grab lag in Gellesten auf einem Feld südlich des Grundstücks Svestrupvej 20. Nur etwa 100 m nordnordwestlich befand sich das ebenfalls zerstörte Großsteingrab Trælhøi. In der näheren Umgebung gibt bzw. gab es zahlreiche weitere megalithische Grabanlagen.

## Forschungsgeschichte
Im Jahr 1875 führten Mitarbeiter des Dänischen Nationalmuseums eine Dokumentation der Fundstelle durch. Zu dieser Zeit waren keine baulichen Überreste mehr auszumachen.

## Beschreibung
Die Anlage besaß eine runde Hügelschüttung unbekannter Größe, die von einer steinernen Umfassung umgeben war. Der Hügel enthielt eine Grabkammer, die wohl als Urdolmen anzusprechen ist. Sie bestand aus drei Wandsteinen und einem Deckstein. Zu den Maßen und der Orientierung der Kammer liegen keine Angaben vor.